# Tarenna bipindensis
Tarenna bipindensis är en måreväxtart som först beskrevs av Karl Moritz Schumann, och fick sitt nu gällande namn av Cornelis Eliza Bertus Bremekamp. Tarenna bipindensis ingår i släktet Tarenna och familjen måreväxter. Inga underarter finns listade i Catalogue of Life.